# Haan (Vlaams-Brabant)
Haan of De Haan (vroeger Den Haen of De Haen) is een gehucht in de Belgische provincie Vlaams-Brabant. Het is een gehucht van de Londerzeelse deelgemeente Steenhuffel en ligt een kleine twee kilometer ten westen van het centrum van Steenhuffel.

## Ligging
De Haan is een betrekkelijk oud gehucht, ontstaan rond het kruispunt van twee lokale landweggetjes. Haan ligt tussen Buggenhoutbos en Steenhuffel. Het is een zeldzaam voorbeeld van straatnaamgeving, waarbij alle straten in een bepaalde gehucht de naam van het gehucht hebben.
De verbinding met moederdorp Steenhuffel gebeurt al eeuwen via de huidige Smisstraat. Deze is tezamen met de (Romeinse) Heerbaan de oudste straat van Steenhuffel. Spoorlijn 61 of 'Leireken' werd geopend op 2 oktober 1879, vanuit Antwerpen via Boom en Londerzeel naar Opwijk en Aalst. De spoorweg passeerde Haan tussen Peisegem (Merchtem) en Steenhuffel, maar er is nooit een halte geweest. De spoorweg is altijd een lokale spoorweg geweest en is nooit echt belangrijk geweest. Het stuk tussen Peisegem en Steenhuffel sloot in 1956.
De Haan ligt op ongeveer 18 (noord) tot 23 (zuid) meter hoogte. Ten zuiden ervan stijgt het terrein zachtjes, langs Peisegem heen, om tussen Peisegem en Merchtem een top te bereiken op iets meer dan 35 meter hoogte.